# Wyoming
Pour les articles homonymes, voir Wyoming (homonymie).
Le Wyoming (prononciation : /wa.jɔ.miŋ/ ; en anglais : /waɪ.ˈoʊ.mɪŋ/) est un État de l'Ouest des États-Unis, bordé à l'ouest par l'Idaho, au nord par le Montana, à l'est par le Nebraska et le Dakota du Sud et au sud par le Colorado et l'Utah. Le tiers de l’État est situé dans les Grandes Plaines, mais le Wyoming est montagneux sur tout le reste de son territoire. C'est aussi l'État le moins peuplé des États-Unis avec ses 584 057 habitants en 2023. Sa capitale et plus grande ville est Cheyenne.

## Origine du nom
Le nom Wyoming provient de l'algonquin et signifie « lieu de grande prairie ».

## Histoire
Le Wyoming était autrefois habité par plusieurs groupes amérindiens dont les Crows, les Arapahos, les Sioux et les Shoshones, qui furent rencontrés par les explorateurs blancs lorsqu'ils découvrirent la région. Bien que des trappeurs français aient dû s'aventurer dans la partie nord de l'État vers la fin des années 1700, ce fut sans doute John Colter, un membre de l'expédition Lewis et Clark, qui fut le premier blanc à y pénétrer en 1807, mais ses rapports concernant Yellowstone furent à l'époque considérés comme imaginaires. Robert Stuart emprunta la passe en 1812, en rejoignant le Missouri en provenance de l'Oregon par voie continentale. L'explorateur Jim Bridger redécouvrit South Pass en 1827, qui deviendra par la suite la route suivie par la piste de l'Oregon. En 1850, Bridger localisa aussi ce que l'on appelle aujourd'hui Bridger Pass (en), qui sera plus tard utilisée par l'Union Pacific en 1868 dans un premier temps et par l'Interstate 80 dans un second temps au XXe siècle. Bien qu'il visitât lui aussi Yellowstone et s'appliquât à transcrire ses découvertes, on considéra que ses écrits ne pouvaient être que des contes.
Après l'arrivée de l'Union Pacific à Cheyenne, devenue capitale de l'État en 1867, la population blanche commença à augmenter dans le territoire du Wyoming, établi le 25 juillet 1868. Cette expansion se fit aux dépens des populations amérindiennes, qui furent progressivement exterminées (par les armes ou les maladies) et dépossédées de leurs terres. 
Contrairement aux États du Montana, du Dakota du Sud et du Colorado, le Wyoming ne connut jamais d'expansion rapide de la population car on n'y fit pas de découverte majeure d'or ou d'argent. Seul du cuivre fut découvert dans quelques régions de l'État. Dès que le gouvernement organisa des expéditions vers Yellowstone, les descriptions antérieures d'hommes comme Colter et Bridger furent confirmées. Cela mena à la création du parc national de Yellowstone qui devint le premier parc national au monde le 1er mars 1872, situé dans la partie la plus au nord-ouest de l'État, avec quelques portions du parc s'étendant sur les États voisins.
De 1879 à 1892, une partie du territoire vit s'opposer durement les grands propriétaires de bétail, ayant souvent fait fortune en profitant de la guerre civile et disposant des meilleures terres, aux petits éleveurs, pour beaucoup venus après la guerre ; ce conflit aboutit à la guerre du comté de Johnson. En 1891, les grands éleveurs formèrent la Wyoming Stock Growers Association et décrétèrent que toute tête de bétail trouvée en possession d'un non-membre de l'association serait considérée comme volée, à moins que le propriétaire ne puisse montrer une facture émanant de l'association. À la suite de la pendaison de plusieurs d'entre eux, des petits éleveurs se regroupèrent en association d'autodéfense et résistèrent efficacement. Aussi, en 1892, les grands propriétaires commencèrent à recruter une importante troupe de pistoleros, notamment venus du Texas. Armés par le gouverneur du Wyoming, les hommes de main envahirent les terres des petits éleveurs et, à la suite de la résistance que leur opposèrent ces derniers, en abattirent une vingtaine. Des troupes fédérales furent finalement déployées et arrêtèrent 45 tueurs. Le magistrat leur ayant fixé une caution que les riches éleveurs pouvaient facilement payer, tous furent remis en liberté et disparurent. L'affaire fut abandonnée par la justice.
En septembre 1885, des hommes armés attaquèrent les travailleurs chinois de l'Union Pacific à Rock Springs, pour les expulser ; 22 Chinois furent tués.
Les éleveurs de bovins s'opposèrent également aux moutonniers dont l'activité nécessitait de grands espaces et des transhumances. Les attaques violentes de troupeaux de moutons et de bergers eurent lieu jusqu'au « Spring Creek Raid » du 2 avril 1909 lors duquel sept cavaliers masqués assassinèrent dans la nuit trois des cinq bergers d'un troupeau de 5 000 têtes, brûlèrent leurs deux chariots et massacrèrent chiens et bétail. Un procès retentissant mit un terme à ces violences.
Le Wyoming fut admis dans l'Union le 10 juillet 1890. Son nom est un hommage à la vallée du Wyoming (en) de Pennsylvanie, rendue célèbre par le poème Gertrude of Wyoming (en) de Thomas Campbell (écrit en 1809). Ce nom a été suggéré par J. M. Ashbey de l'Ohio. En 1869, le Wyoming fut le premier territoire des États-Unis à accorder le droit de vote aux femmes, au moins partiellement, dans le but de rassembler assez de suffrages pour être admis comme État. Le Wyoming verra aussi les premières femmes arriver en politique, occuper des postes dans la justice, ainsi que la première femme gouverneur de l'État et du pays, Nellie Tayloe Ross, en 1925.
En 1939, les habitants de l'Absaroka, région à cheval sur le Dakota du Sud, le Montana et le Wyoming, ont envisagé de faire sécession pour créer un État à part entière.

## Géographie

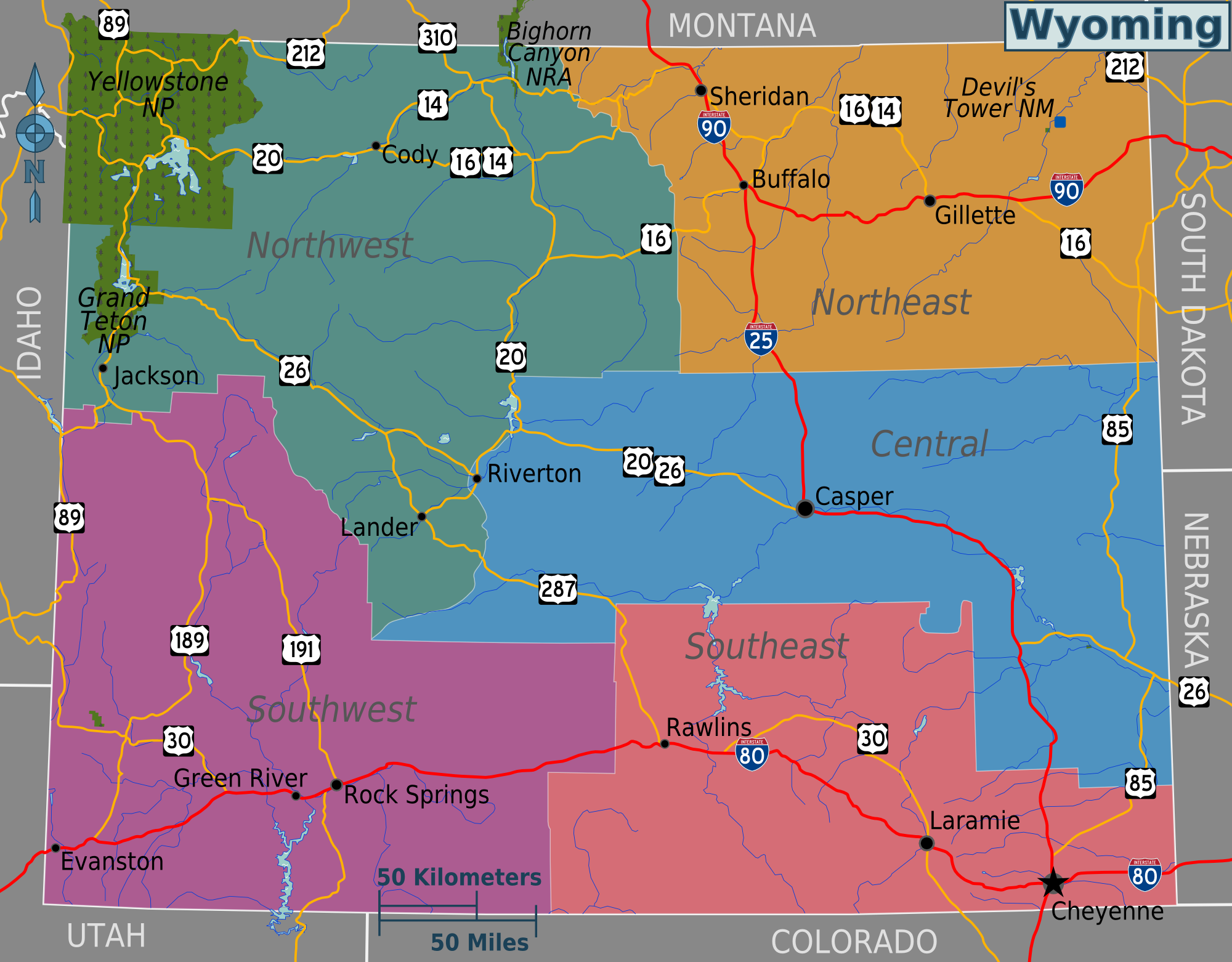
Carte des régions du Wyoming.

### Frontières
Le Wyoming est entouré au nord par le Montana, à l'est par le Dakota du Sud et le Nebraska, au sud par le Colorado, au sud-ouest par l'Utah et à l'ouest par l'Idaho.
Tout comme le Colorado et l'Utah, États voisins, le Wyoming est délimité selon la loi par des lignes rectilignes, ce qui l'apparente à un rectangle géodésique ou un trapèze isocèle. En raison de l'absence d'outils de précision à l'époque, tels que les satellites, le traçage des frontières de l'État n'a pas reproduit rigoureusement les lignes rectilignes indiquées par la loi. La frontière s'écarte de la vraie latitude et les lignes de longitude jusqu'à un demi-mile (0,8 km) dans certains endroits, en particulier dans la région montagneuse le long du 45e parallèle.

### Climat
Le climat du Wyoming est un climat continental de montagne, très froid l'hiver avec beaucoup de neige. L'hiver peut commencer fin septembre pour s'achever fin mai. L'été est plutôt sec et parfois orageux, mais reste frais du fait de l'altitude moyenne de l'État qui avoisine les 2 000 mètres.

## Subdivisions administratives

### Comtés
L'État du Wyoming est divisé en 23 comtés.

### Agglomérations
Le Bureau de la gestion et du budget a défini deux aires métropolitaines et sept aires micropolitaines dans ou en partie dans l'État du Wyoming.
| Zone urbaine | Population (2010) | Population (2013) | Variation (2010-2013) | Rang national (2013) |
| ------------ | ----------------- | ----------------- | --------------------- | -------------------- |
| Cheyenne, WY | 91 738            | 95 809            | 4,4 %                 | 362                  |
| Casper, WY   | 75 450            | 80 973            | 7,3 %                 | 375                  |

| Zone urbaine     | Population (2010) | Population (2013) | Variation (2010-2013) | Rang national (2013) |
| ---------------- | ----------------- | ----------------- | --------------------- | -------------------- |
| Gillette, WY     | 46 133            | 48 176            | 4,4 %                 | 224                  |
| Rock Springs, WY | 43 806            | 45 237            | 3,3 %                 | 258                  |
| Riverton, WY     | 40 123            | 40 998            | 2,2 %                 | 298                  |
| Laramie, WY      | 36 299            | 37 422            | 3,1 %                 | 348                  |
| Sheridan, WY     | 29 116            | 29 824            | 2,4 %                 | 426                  |
| Jackson, WY-ID   | 21 294 (31 464)   | 22 268 (32 543)   | 4,6 % (3,4 %)         | (406)                |
| Evanston, WY     | 21 118            | 21 066            | -0,2 %                | 508                  |

En 2010, 71,9 % des Wyomingais résidaient dans une zone à caractère urbain, dont 29,7 % dans une aire métropolitaine et 42,3 % dans une aire micropolitaine.

### Municipalités

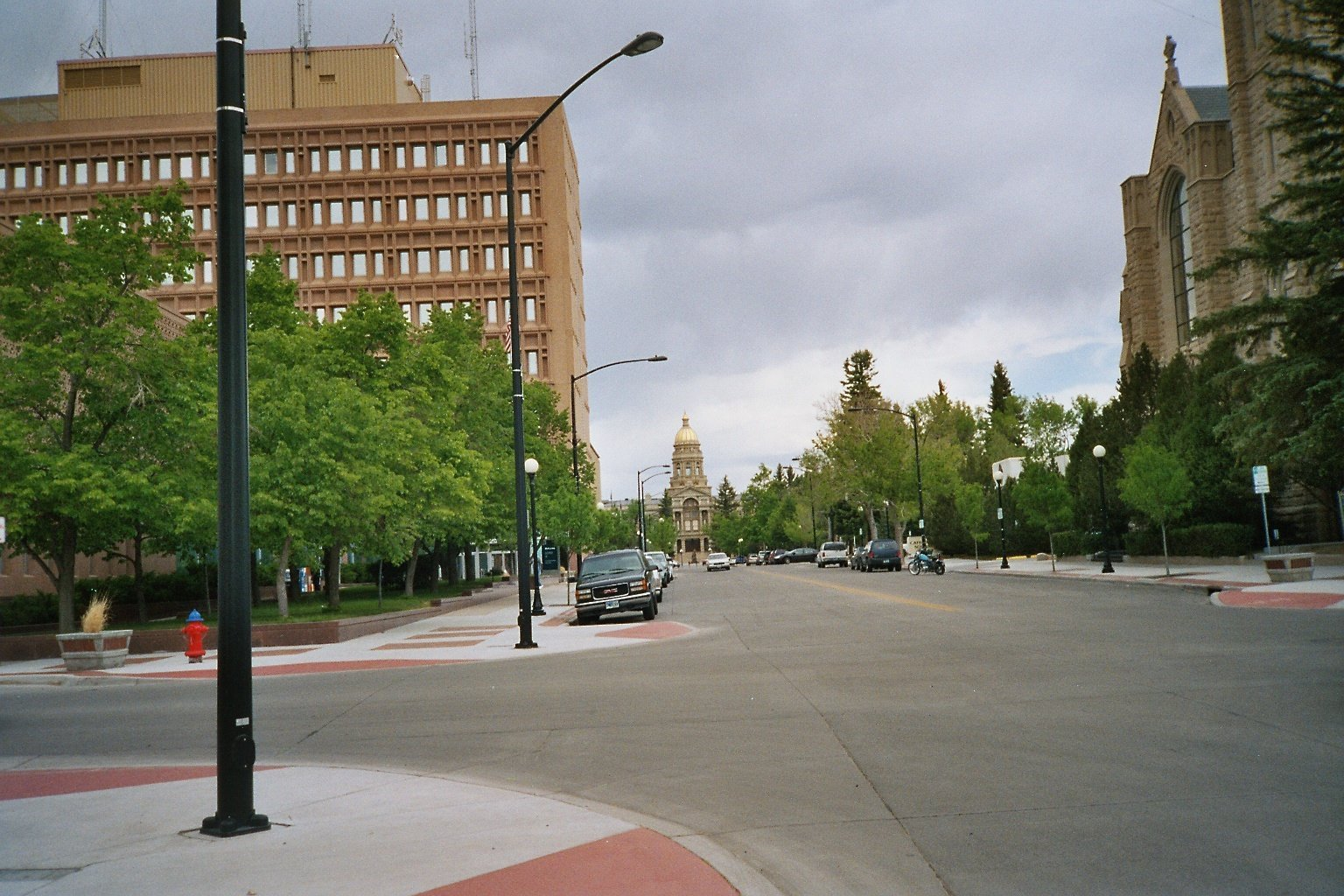
La capitale du Wyoming, Cheyenne.

L'État du Wyoming compte 99 municipalités, dont 17 de plus de 5 000 habitants.
| Rang | Municipalité | Comté      | Population (2010) | Population (2013) | Variation (2010-2013) |
| ---- | ------------ | ---------- | ----------------- | ----------------- | --------------------- |
| 1    | Cheyenne     | Laramie    | 59 466            | 62 448            | 5,0 %                 |
| 2    | Casper       | Natrona    | 55 316            | 59 628            | 7,8 %                 |
| 3    | Laramie      | Albany     | 30 816            | 31 814            | 3,2 %                 |
| 4    | Gillette     | Campbell   | 29 087            | 31 797            | 9,3 %                 |
| 5    | Rock Springs | Sweetwater | 23 036            | 24 138            | 4,8 %                 |
| 6    | Sheridan     | Sheridan   | 17 444            | 17 828            | 2,2 %                 |
| 7    | Green River  | Sweetwater | 12 515            | 12 752            | 1,9 %                 |
| 8    | Evanston     | Uinta      | 12 359            | 12 295            | -0,5 %                |
| 9    | Riverton     | Fremont    | 10 615            | 10 990            | 3,5 %                 |
| 10   | Jackson      | Teton      | 9 577             | 10 135            | 5,8 %                 |
| 11   | Cody         | Park       | 9 520             | 9 833             | 3,3 %                 |
| 12   | Rawlins      | Carbon     | 9 259             | 9 173             | -0,9 %                |
| 13   | Lander       | Fremont    | 7 487             | 7 732             | 3,3 %                 |
| 14   | Torrington   | Goshen     | 6 501             | 6 800             | 4,6 %                 |
| 15   | Powell       | Park       | 6 314             | 6 476             | 2,6 %                 |
| 16   | Douglas      | Converse   | 6 120             | 6 469             | 5,7 %                 |
| 17   | Worland      | Washakie   | 5 487             | 5 456             | -0,6 %                |

## Démographie

### Population

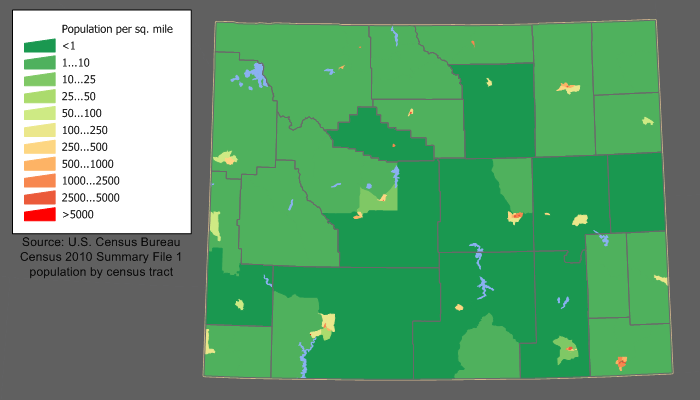
Densités de population en 2010 (en mille carré).

Le Bureau du recensement des États-Unis estime la population du Wyoming à 578 759 habitants au 1er juillet 2019, soit une hausse de 2,68 % depuis le recensement des États-Unis de 2010 qui tablait la population à 563 626 habitants. Le Wyoming est, à l'instar du Vermont, moins peuplé que la capitale fédérale, Washington. Depuis 2010, l'État connaît la 10e croissance démographique la plus soutenue des États-Unis.
Selon des projections démographiques publiées par l’AARP, le Wyoming devrait atteindre une population de 705 963 habitants en 2060 si les tendances démographiques actuelles se poursuivent, soit une hausse de 25,1 % par rapport à 2010.
Avec 563 626 habitants en 2010, le Wyoming était l'État le moins peuplé des États-Unis. Sa population comptait pour 0,18 % de la population du pays. Le centre démographique de l'État était localisé dans le sud-ouest du comté de Natrona.
Avec 2,24 hab./km2 en 2010, le Wyoming était le 2e État le moins dense des États-Unis après l'Alaska (0,48 hab./km2) et donc le moins dense des États-Unis contigus.
En 2010, le taux d'urbains était de 64,8 % et celui de ruraux de 35,2 %.
En 2010, le taux de natalité s'élevait à 13,4 ‰ (13,1 ‰ en 2012) et le taux de mortalité à 7,9 ‰ (7,8 ‰ en 2012). L'indice de fécondité était de 2,04 enfants par femme (1,99 en 2012). Le taux de mortalité infantile s'élevait à 6,8 ‰ (5,2 ‰ en 2012). La population était composée de 24,02 % de personnes de moins de 18 ans, 10,01 % de personnes entre 18 et 24 ans, 25,66 % de personnes entre 25 et 44 ans, 27,87 % de personnes entre 45 et 64 ans et 12,44 % de personnes de 65 ans et plus. L'âge médian était de 36,8 ans.
Entre 2010 et 2013, l'accroissement de la population (+ 19 032) était le résultat d'une part d'un solde naturel positif (+ 9 888) avec un excédent des naissances (24 299) sur les décès (14 411), et d'autre part d'un solde migratoire positif (+ 8 928) avec un excédent des flux migratoires internationaux (+ 1 114) et un excédent des flux migratoires intérieurs (+ 7 814).
Selon des estimations de 2013, 96,3 % des Wyomingais étaient nés dans un État fédéré, dont 41,9 % dans l'État du Wyoming et 54,4 % dans un autre État (25,5 % dans l'Ouest, 17,7 % dans le Midwest, 7,0 % dans le Sud, 4,3 % dans le Nord-Est), 0,6 % étaient nés dans un territoire non incorporé ou à l'étranger avec au moins un parent américain et 3,1 % étaient nés à l'étranger de parents étrangers (42,8 % en Amérique latine, 23,3 % en Asie, 19,6 % en Europe, 7,4 % en Afrique, 4,5 % en Amérique du Nord, 2,5 % en Océanie). Parmi ces derniers, 39,3 % étaient naturalisés américain et 60,7 % étaient étrangers,.
Selon des estimations de 2012 effectuées par le Pew Hispanic Center, l'État comptait 5 000 immigrés illégaux, soit 1,0 % de la population.

### Composition ethno-raciale et origines ancestrales
Selon le recensement des États-Unis de 2010, la population était composée de 90,71 % (511 279 personnes) de Blancs, 2,37 % (13 336 personnes) d'Amérindiens (0,86 % d'Arapahos), 2,19 % (12 361 personnes) de Métis, 0,84 % (4 748 personnes) de Noirs, 0,79 %  (4 426 personnes) d'Asiatiques, 0,08 % (427 personnes) d'Océaniens et 3,02 % (17 049 personnes) de personnes n'entrant dans aucune de ces catégories.
Les Métis se décomposaient entre ceux revendiquant deux races (2,09 %), principalement blanche et amérindienne (0,79 %), et ceux revendiquant trois races ou plus (0,10 %).
Les non-hispaniques représentaient 91,09 %  (513 395 personnes) de la population avec 85,85 % (483 874 personnes) de Blancs, 2,09 % (11 784 personnes) d'Amérindiens, 1,47 % (8 305 personnes) de Métis, 0,77 % (4 351 personnes) de Noirs, 0,76 % (4 279 personnes) d'Asiatiques, 0,06 % (365 personnes) d'Océaniens et 0,08 % (437 personnes) de personnes n'entrant dans aucune de ces catégories, tandis que les Hispaniques comptaient pour 8,91 %  (50 231 personnes) de la population, essentiellement des personnes originaires du Mexique (6,69 %).
En 2010, l'État du Wyoming avait la 6e plus forte proportion de Blancs, la 9e plus forte proportion de Blancs non hispaniques et la 8e plus forte proportion d'Amérindiens des États-Unis. A contrario, l'État avait la 3e plus faible proportion de Noirs après le Montana (0,41 %) et l'Idaho (0,63 %) ainsi que la 3e plus faible proportion d'Asiatiques après le Montana (0,63 %) et la Virginie-Occidentale (0,67 %).
|                                       | 1940  | 1950  | 1960  | 1970  | 1980  | 1990  | 2000  | 2010  |
| ------------------------------------- | ----- | ----- | ----- | ----- | ----- | ----- | ----- | ----- |
| Blancs                                | 98,35 | 97,76 | 97,84 | 97,17 | 95,09 | 94,15 | 92,08 | 90,71 |
| ———Non hispaniques                    |       |       |       |       | 91,99 | 90,99 | 88,86 | 85,85 |
| Amérindiens                           | 0,94  | 1,11  | 1,22  | 1,50  | 1,51  | 2,09  | 2,25  | 2,37  |
| ———Non hispaniques                    |       |       |       |       |       | 1,95  | 2,07  | 2,09  |
| Autres                                | 0,71  | 1,13  | 0,94  | 1,33  | 3,40  | 3,76  | 5,67  | 6,92  |
| ———Non hispaniques                    |       |       |       |       |       | 1,38  | 2,66  | 3,15  |
| Hispaniques (toutes races confondues) |       |       |       |       | 5,22  | 5,68  | 6,41  | 8,91  |

En 2013, le Bureau du recensement des États-Unis estime la part des non hispaniques à 91,1 %, dont 84,7 % de Blancs, 2,1 % de Métis, 2,0 % d'Amérindiens et 1,3 % de Noirs, et celle des Hispaniques à 8,9 %.
Le Wyoming connaît depuis le début des années 1960 une baisse continue de la part de la population blanche non hispanique au sein de la population totale, marquée fortement depuis le début des années 2000 en raison notamment d'une immigration importante en provenance du Mexique, d’un âge médian plus élevé (39,2 ans) que les autres populations (25,9 ans pour les Hispaniques, 27,2 ans pour les Amérindiens), d'une natalité plus faible (12,4 ‰ en 2010) que les autres populations (22,8 ‰ pour les Hispaniques, 21,7 ‰ pour les Amérindiens) et d'une augmentation substantielle des unions mixtes.
En 2010, les Blancs non hispaniques ne représentaient plus que 77,5 % des enfants de moins de 5 ans (14,8 % pour les Hispaniques, 3,1 % pour les Métis et 3 % pour les Amérindiens) et 77,2 % des enfants de moins de 1 an (14,7 % pour les Hispaniques, 3,3 % pour les Métis et 3,3 % pour les Amérindiens).
Selon des projections démographiques publiées par l’AARP, les Blancs non hispaniques constitueront 74,9 % de la population de l’État en 2060 si les tendances démographiques actuelles se poursuivent.
En 2000, les Wyomingais s'identifiaient principalement comme étant d'origine allemande (25,9 %), anglaise (15,9 %), irlandaise (13,3 %), américaine (6,5 %), norvégienne (4,3 %), mexicaine (4,0 %), suédoise (3,5 %), française (3,5 %), écossaise (3,2 %) et italienne (3,1 %).
L'État avait la 3e plus forte proportion de personnes d'origine basque (0,2 %), la 5e plus forte proportion de personnes d'origine écossaise, les 6e plus fortes proportions de personnes d'origine anglaise, scot d'Ulster et danoise, la 7e plus forte proportion de personnes d'origine néerlandaise, les 8e plus fortes proportions de personnes d'origine allemande, suédoise et tchèque ainsi que la 9e plus forte proportion de personnes d'origine norvégienne.
L'État abrite la 48e communauté juive des États-Unis. Selon le Berman Jewish DataBank (en), l'État comptait 1 150 Juifs en 2013 (345 en 1971), soit 0,2 % de la population. Ils se concentraient essentiellement dans les agglomérations de Cheyenne (500), Jackson (300), Laramie (200) et Casper (150).
L'État abrite également la plus petite communauté arabe des États-Unis. Selon des estimations du Bureau du recensement des États-Unis, l’État comptait 586 Arabes en 2013, soit 0,1 % de la population.
L'État abrite enfin la 24e communauté amish des États-Unis. Selon le Young Center for Anabaptist and Pietist Studies du Elizabethtown College (en), l'État comptait 75 Amish en 2013 (0 en 1992) répartis dans 1 implantation.
L’État abritait en 2013 une population noire assez bigarrée, composée de descendants d’esclaves déportés sur le sol américain entre le début du XVIIe siècle et le début du XIXe siècle (69,1 %), d’Africains subsahariens (23,8 %), de Caribéens non hispaniques (6,0 %) et d’Hispaniques (1,0 %).
Le Bureau du recensement des États-Unis estimait le nombre d’Africains subsahariens à 1 773, soit 0,3 % de la population, et celui de Caribéens non hispaniques à 446, soit 0,1 % de la population.
Les Hispaniques étaient principalement originaires du Mexique (75,1 %) et d'Espagne (3,9 %). Composée à 54,6 % de Blancs, 8,1 % de Métis, 3,1 % d'Amérindiens, 0,8 % de Noirs, 0,3 % d'Asiatiques, 0,1 % d'Océaniens et 33,1 % de personnes n'entrant dans aucune de ces catégories, la population hispanique représentait 32,8 % des Métis, 14,5 % des Océaniens, 11,6 % des Amérindiens, 8,4 % des Noirs, 5,4 % des Blancs, 3,3 % des Asiatiques et 97,4 % des personnes n'entrant dans aucune de ces catégories.
L'État avait la 6e plus forte proportion de personnes originaires d'Espagne (0,35 %).
Les Amérindiens s'identifiaient principalement comme étant Arapahos (36,5 %), Shoshones (18,4 %) et Sioux (6,3 %).
Les Asiatiques s'identifiaient principalement comme étant Chinois (23,6 %), Philippins (20,4 %), Indiens (13,3 %), Coréens (11,5 %), Japonais (10,3 %), Viêts (4,3 %) et Thaïs (3,9 %).
Les Océaniens s'identifiaient principalement comme étant Hawaïens (34,4 %), Chamorros (23,7 %), Samoans (16,4 %) et Tongiens (4,0 %).
Les Métis se décomposaient entre ceux revendiquant deux races (95,2 %), principalement blanche et amérindienne (36,1 %), blanche et autre (20,2 %), blanche et noire (15,4 %) et blanche et asiatique (14,1 %), et ceux revendiquant trois races ou plus (4,8 %).

### Concentrations communautaires
Les Amérindiens se concentraient principalement dans la réserve indienne de Wind River (58,5 %), les agglomérations de Cheyenne (6,6 %) et Casper (5,9 %), ainsi que dans la partie du comté de Fremont non intégrée à la réserve indienne de Wind River (5,4 %). Ils constituaient une part significative de la population dans le comté de Fremont (21,2 %).
Les Hispaniques se concentraient principalement dans les agglomérations de Cheyenne (23,9 %), dont 17,1 % dans la seule ville de Cheyenne, Rock Springs (13,3 %), Casper (10,4 %), Gilette (7,2 %), Laramie (6,4 %) et Jackson (6,4 %), ainsi que dans le comté de Carbon (5,3 %). Ils constituaient une part significative de la population dans les comtés de Carbon (16,8 %), Sweetwater (15,3 %), Teton (15,0 %), Washakie (13,6 %) et Laramie (13,1 %).
Les Noirs se concentraient principalement dans les agglomérations de Cheyenne (47,4 %), dont 36,1 % dans la seule ville de Cheyenne, Casper (14,0 %), Rock Springs (9,2 %) et Laramie (8,9 %).
Les Asiatiques se concentraient principalement dans les agglomérations de Laramie (23,1 %), dont 22,5 % dans la seule ville de Laramie, Cheyenne (22,1 %), dont 16,5 % dans la seule ville de Cheyenne, Casper (11,5 %), Rock Springs (7,6 %), Gilette (5,8 %) et Jackson (5,3 %).

### Langues
| Langue   | 1980    | 1990    | 2000    | 2010    | 2018    |
| -------- | ------- | ------- | ------- | ------- | ------- |
| Anglais  | 93,66 % | 94,31 % | 93,78 % | 93,39 % | 92,71 % |
| Espagnol | 3,41 %  | 3,29 %  | 4,03 %  | 4,47 %  | 5,06 %  |
| Allemand | 0,89 %  | 0,64 %  | 0,52 %  | 0,35 %  | 0,36 %  |
| Autres   | 2,04 %  | 1,75 %  | 1,68 %  | 1,78 %  | 1,87 %  |

### Religions
| Religion                    | Wyoming | États-Unis |
| --------------------------- | ------- | ---------- |
| Protestantisme évangélique  | 27      | 25,4       |
| Non affiliés                | 20      | 15,8       |
| Protestantisme traditionnel | 16      | 14,7       |
| Catholicisme                | 14      | 20,8       |
| Mormonisme                  | 9       | 1,6        |
| Agnosticisme                | 3       | 4,0        |
| Athéisme                    | 3       | 3,1        |
| Témoins de Jéhovah          | 3       | 0,8        |
| Bouddhisme                  | 1       | 0,7        |
| Autres                      | 4       | 13,1       |

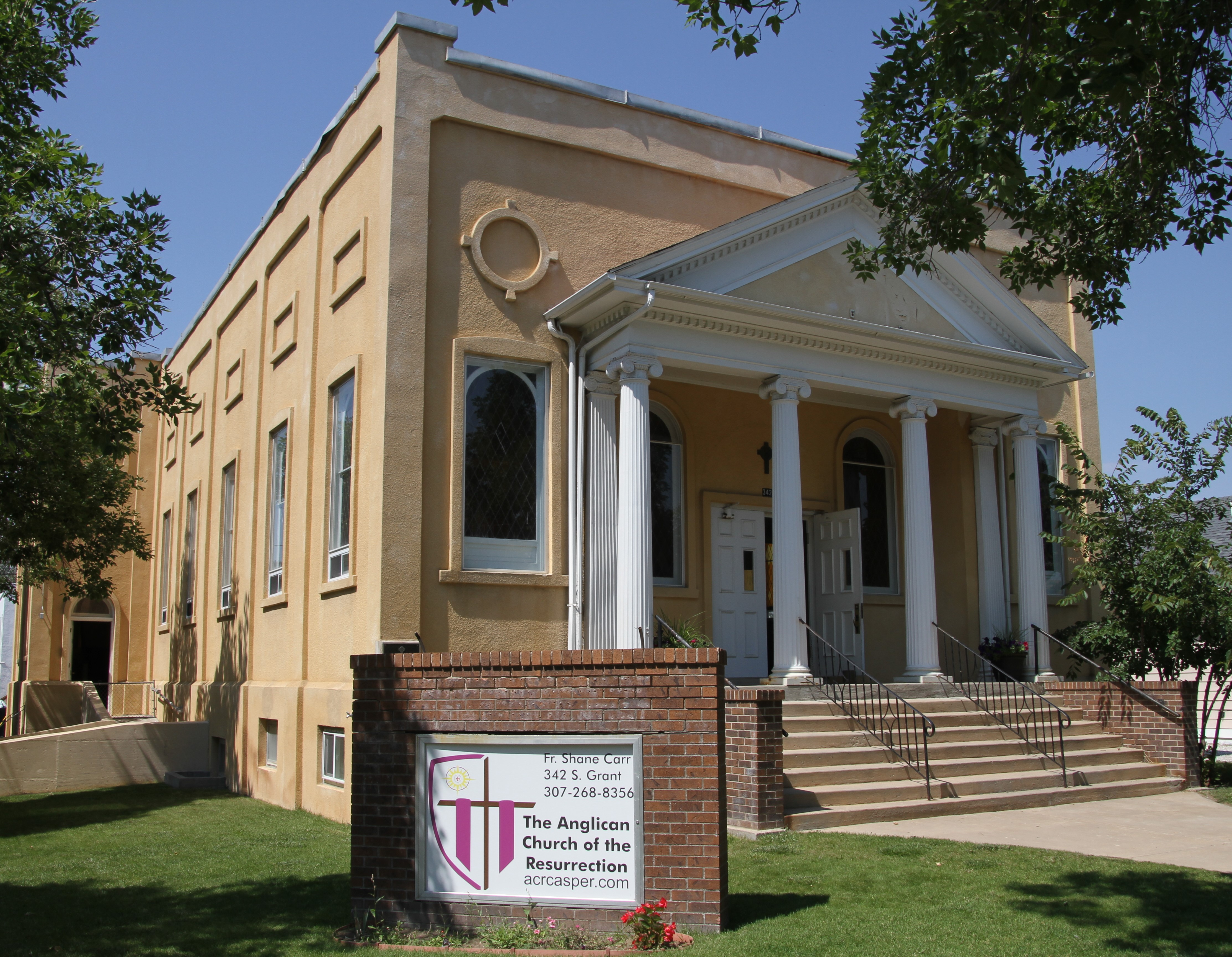
L'église en située à Casper.

Selon une enquête annuelle effectuée par l'institut The Gallup Organization en 2013, 36,3 % des Wyomingais se considéraient comme « très religieux », soit 5,1 points de moins que la moyenne nationale (41,4 %), 25,1 % comme « modérément religieux » et 38,6 % comme « non religieux », soit 9,2 points de plus que la moyenne nationale (29,4 %). 48,8 % des Wyomingais s'identifiaient comme protestants, 18,6 % sans appartenance religieuse, 18 % comme catholiques et 14,6 % avec une autre religion. Selon cette enquête, le Wyoming avait la 10e plus forte proportion de personnes se considérant comme « non religieux ».
Selon le rapport de l'Association des archives de données religieuses (ARDA) de 2010, le Wyoming comptait 62 804 adhérents à l'Église de Jésus-Christ des saints des derniers jours (11,1 %), 61 222 adhérents à l'Église catholique (10,9 %), 59 247 adhérents aux Églises évangéliques (10,5 %) dont 15 812 à la Convention baptiste du Sud (2,8 %) et 9 344 à l'Église luthérienne - Synode du Missouri (1,7 %), 36 539 adhérents aux Églises protestantes traditionnelles (6,5 %) dont 10 768 à l'Église méthodiste unie (1,9 %), 7 541 à l'Église évangélique luthérienne en Amérique (1,3 %), 7 279 à l'Église épiscopalienne des États-Unis (1,3 %) et 5 348 à l'Église presbytérienne des États-Unis (1,0 %), 785 adhérents aux Églises orthodoxes (0,1 %), 281 adhérents aux Églises protestantes noires, 2 196 adhérents à une autre religion (0,4 %) et 340 552 non-adhérents à une religion (60,4 %). Selon ce rapport, le Wyoming avait la 3e plus forte proportion de mormons des États-Unis après l'Utah (69,1 %) et l'Idaho (26,1 %).
Selon une enquête effectuée par l'institut The Gallup Organization en 2009, le Wyoming comptait 54 % de protestants, 16,1 % de personnes sans appartenance religieuse, 14,3 % de catholiques, 10,1 % de mormons et 0,4 % de juifs. Selon cette enquête, le Wyoming avait la 3e plus forte proportion de mormons des États-Unis après l'Utah (60,8 %) et l'Idaho (19,3 %).
Selon une enquête effectuée par l'American Religious Identification Survey (ARIS) de l'Institute for the Study of Secularism in Society and Culture (en) en 2008, le Wyoming comptait 68 % de chrétiens dont 13 % de catholiques, 12 % de baptistes, 7 % de méthodistes et 1 % de luthériens, 28 % de personnes sans appartenance religieuse et 1 % de personnes avec une autre religion. Selon cette étude, le Wyoming avait la 3e plus forte proportion de personnes sans appartenance religieuse du pays après le Vermont (34 %) et le New Hampshire (29 %).
Selon l'United States Conference of Catholics Bishops (USCCB), les catholiques représentaient 9 % de la population en 2008.
Selon des estimations effectuées par le Docteur en Géographie John R. Weeks de l'université d'État de San Diego, l'État avait la plus faible proportion de musulmans des États-Unis en 2000 (0,1 %).

## Réserve indienne de Wind River
La réserve indienne de Wind River est la seule réserve indienne de l'État du Wyoming. Elle abrite les tribus amérindiennes des Arapahos du Nord et des Shoshones orientaux.
Elle a été créée par le traité de Fort Bridger du 3 juillet 1868, fruit de négociations entre le gouvernement fédéral et le Chef Shoshone oriental Washakie. Les Arapahos du Nord, originaires du bassin de la North Platte River, ont été déplacés dans la réserve en 1877.
Avec une superficie totale de 9 149,43 km2 et une superficie terrestre de 8 999,75 km2, il s'agit de la 8e réserve indienne la plus vaste des États-Unis. Située dans le centre-ouest de l'État, elle couvre environ 1/3 du comté de Fremont et 1/5 du comté de Hot Springs. Elle est localisée dans le bassin de la Wind River entre les chaînes de montagnes de Wind River, de Owl Creek et d'Absaroka.
Selon le recensement des États-Unis de 2010, la réserve indienne de Wind River comptait 26 490 habitants, soit 4,7 % de la population de l'État. Il s'agissait de la 6e réserve indienne la plus peuplée des États-Unis. La population était composée de 65,76 % de Blancs, 29,44 % d'Amérindiens, 3,05 % de Métis, 0,26 % d'Asiatiques, 0,25 % de Noirs, 0,03 % d'Océaniens et 1,20 % de personnes n'entrant dans aucune de ces catégories.
La réserve abritait 7 798 Amérindiens en 2010, dont 4 279 Arapahos (54,9 %) et 2 041 Shoshones (26,2 %). Elle regroupait 58,5 % des Amérindiens de l'État.
Riverton était la municipalité la plus peuplée de la réserve en 2013 avec 10 990 habitants.

## Territoires et sites publics
D’une superficie terrestre d'environ 251 500 km2, plus de 54,7 % (137 448 km2) du territoire du Wyoming est détenu par les autorités publiques, dont 48,4 % (121 808 km2) par le gouvernement fédéral et 6,2 % (15 640 km2) par le gouvernement de l’État du Wyoming, plaçant l’État au 5e rang national après l’Alaska (89,2 %), le Nevada (81,1 %), l’Utah (70,4 %) et l’Idaho (66,6 %).
Les territoires détenus par le gouvernement fédéral sont administrés par quatre organismes, le Bureau of Land Management, le Service des forêts des États-Unis (USFS), le National Park Service (NPS) et le United States Fish and Wildlife Service (USFWS) qui en détiennent respectivement 61,1 % (74 363 km2), 30,7 % (37 383 km2), 8,0 % (9 684 km2) et 0,3 % (376 km2).
D’autres territoires sont détenus par des autorités spécifiques comme la réserve indienne de Wind River (7 727 km2), détenue par le Bureau des affaires indiennes et administrée par des conseils tribaux, ou la Francis E. Warren Air Force Base (24 km2), détenue par le département de la Défense des États-Unis et administrée par la United States Air Force,.

### Territoires et sites détenus par le gouvernement fédéral
Le gouvernement fédéral détient deux parcs, deux monuments, un site historique, quatre pistes historiques, deux aires de récréation, huit forêts, une prairie, quinze régions sauvages préservées, sept refuges fauniques et deux écloseries de poissons,,,.

#### Parcs nationaux

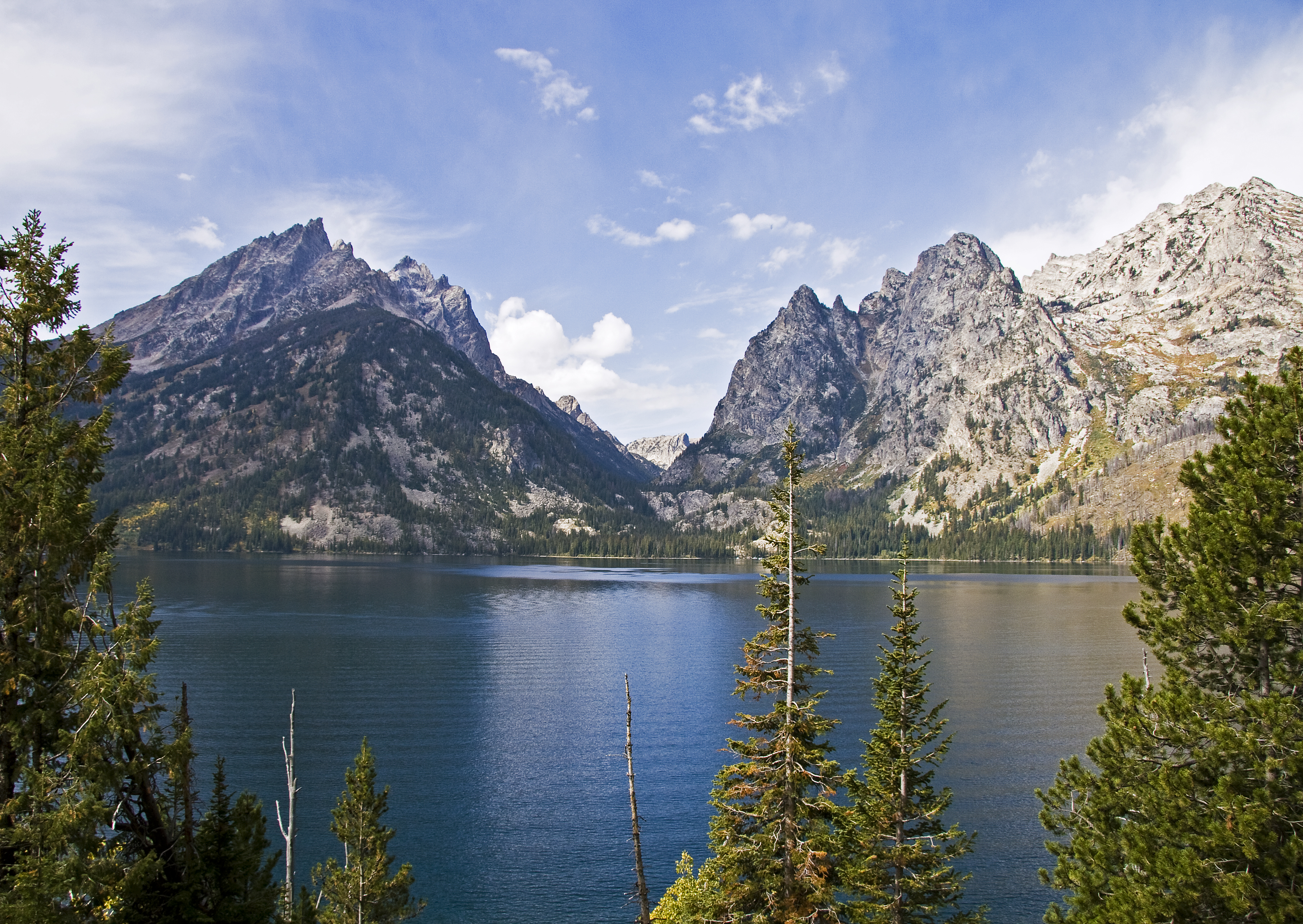
Parc national de Grand Teton.

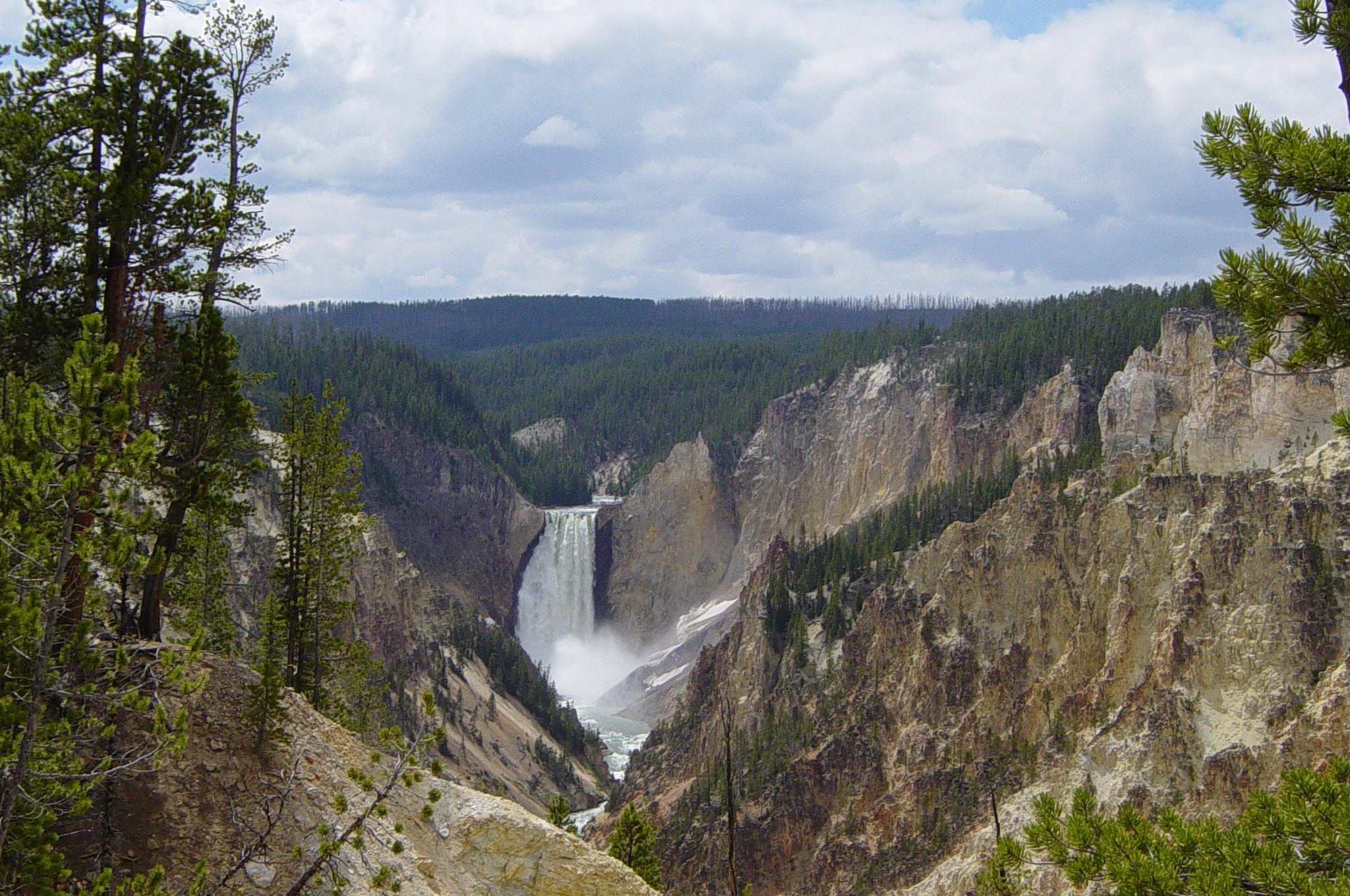
Parc national de Yellowstone.

- Parc national de Grand Teton
- Parc national de Yellowstone

#### Monuments nationaux

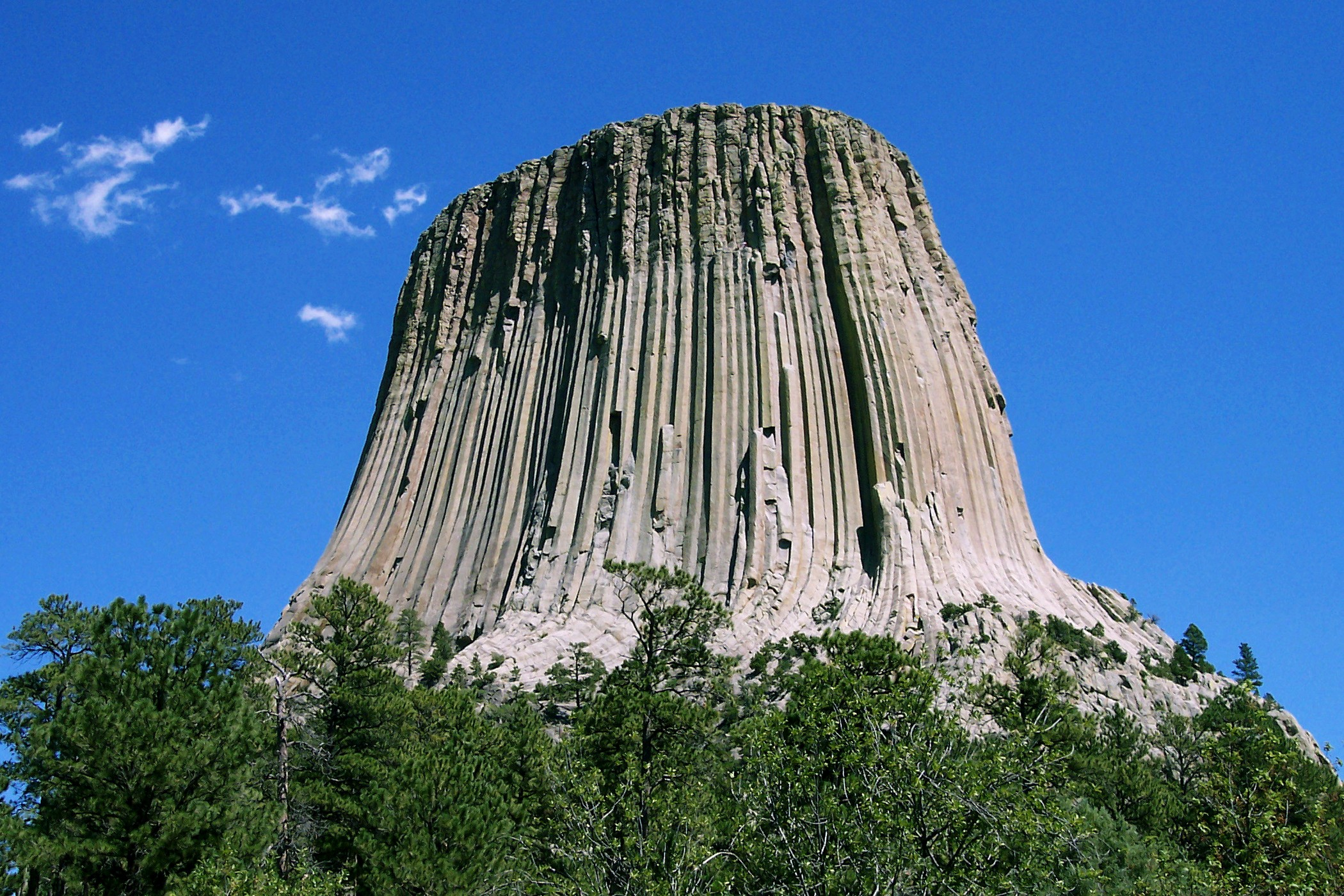
Monument national de Devils Tower.

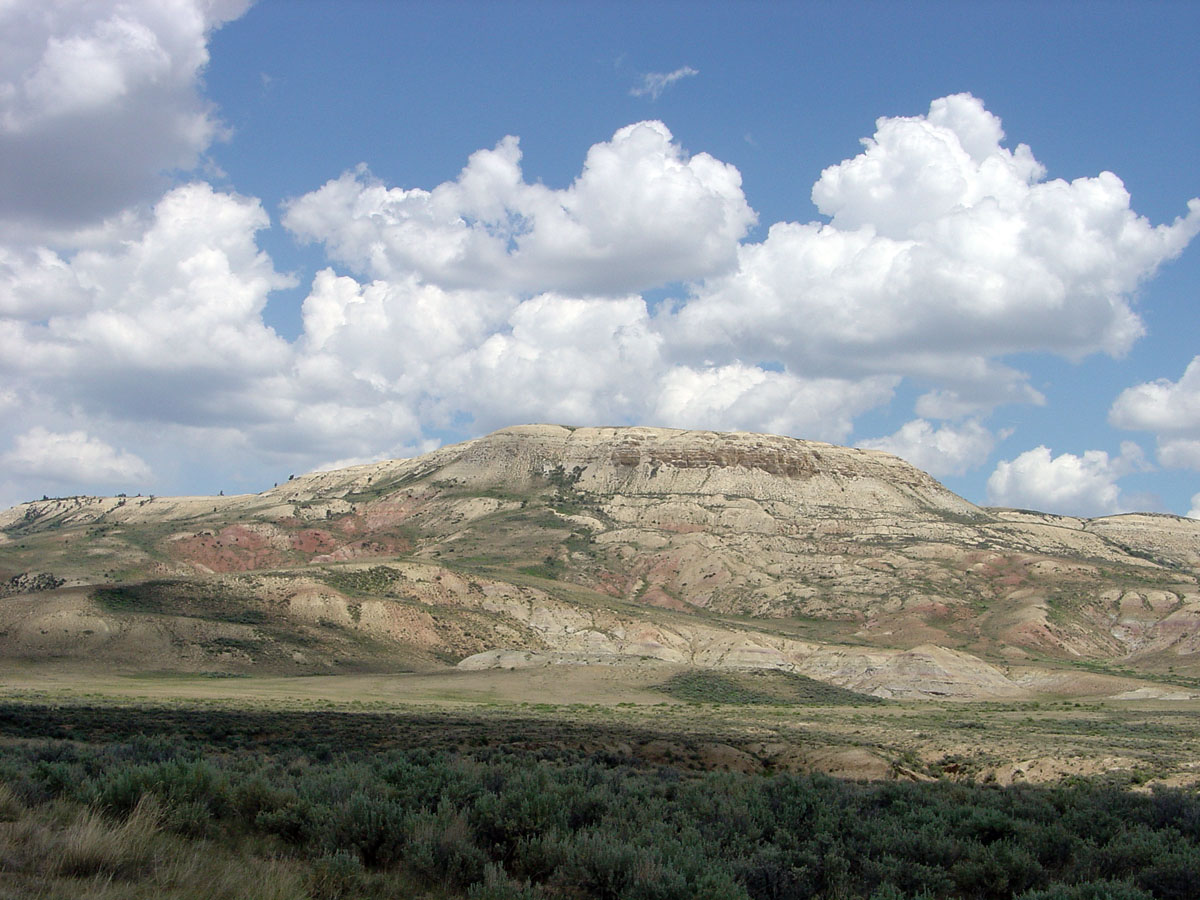
Monument national de Fossil Butte.

- Monument national de Devils Tower
- Monument national de Fossil Butte

#### Sites historiques nationaux
- Site historique national de Fort Laramie

#### Pistes historiques nationales
- Piste de la Californie
- Piste des Mormons
- Piste de l'Oregon
- Pony Express

#### Aires nationales de récréation
- Aire nationale de récréation de Bighorn Canyon
- Aire nationale de récréation de Flaming Gorge

#### Forêts nationales
- Forêt nationale d'Ashley
- Forêt nationale de Bighorn
- Forêt nationale des Black Hills
- Forêt nationale de Bridger-Teton
- Forêt nationale de Caribou-Targhee
- Forêt nationale de Medicine Bow-Routt
- Forêt nationale de Shoshone
- Forêt nationale d'Uinta-Wasatch-Cache

#### Prairie nationale
- Prairie nationale de Thunder Basin

#### Refuges fauniques nationaux
- Refuge faunique national de Bamforth
- Refuge faunique national de Cokeville Meadows
- Refuge faunique national de Hutton Lake
- Refuge faunique national de Mortenson Lake
- Refuge national d'Elk
- Refuge faunique national de Pathfinder
- Refuge faunique national de Seedskadee

#### Écloseries de poissons nationales
- Écloserie de poissons nationale de Jackson
- Écloserie de poissons nationale de Saratoga

#### Régions sauvages préservées nationales
- Région sauvage préservée nationale d'Absaroka-Beartooth
- Région sauvage préservée nationale de Bridger
- Région sauvage préservée nationale de Cloud Peak
- Région sauvage préservée nationale d'Encampment River
- Région sauvage préservée nationale de Fitzpatrick
- Région sauvage préservée nationale de Gros Ventre
- Région sauvage préservée nationale de Huston Park
- Région sauvage préservée nationale de Jedediah Smith
- Région sauvage préservée nationale de North Absaroka
- Région sauvage préservée nationale de Platte River
- Région sauvage préservée nationale de Popo Agie
- Région sauvage préservée nationale de Savage Run
- Région sauvage préservée nationale de Teton
- Région sauvage préservée nationale de Washakie
- Région sauvage préservée nationale de Winegar Hole

### Territoires et sites détenus par le gouvernement de l'État du Wyoming
Le gouvernement de l'État du Wyoming détient douze parcs et dix-huit sites historiques.

#### Parcs d'État
- Parc d'État de Bear River
- Parc d'État de Boysen
- Parc d'État de Buffalo Bill
- Parc d'État de Curt Gowdy
- Parc d'État d'Edness K. Wilkins
- Parc d'État de Glendo
- Parc d'État de Guernsey
- Aire de récréation d'État de Hawk Springs
- Parc d'État de Hot Springs
- Parc d'État de Keyhole
- Parc d'État de Seminoe
- Parc d'État de Sinks Canyon

#### Sites historiques d'État
- Site historique d'État d'Ames Monument
- Site historique d'État de Connor Battlefield
- Site historique d'État de Fort Bridger
- Site historique d'État de Fort Fetterman
- Site historique d'État de Fort Fred Steele
- Site historique d'État de Fort Phil Kearny
- Site historique d'État de Granger Stage Station
- Historic Governors' Mansion
- Site historique d'État d'Independence Rock
- Site pétroglyphique d'État de Legend Rock
- Site archéologique d'État de Medicine Lodge
- Site historique d'État de Names Hill
- Oregon Trail Ruts
- Site historique d'État de Piedmont Charcoal Kilns
- Site historique d'État de South Pass City
- Site historique d'État de Trail End
- Wyoming Pioneer Museum
- Wyoming Territorial Prison

### Territoire détenu par le gouvernement du comté de Converse
Le gouvernement du comté de Converse détient et administre un parc, l'Ayres Natural Bridge.

## Politique
Le Wyoming est un État plutôt conservateur et de tradition républicaine depuis au moins une quarantaine d'années à en juger par les résultats des élections présidentielles et des élections au Congrès des États-Unis. L'État n'en fut pas moins précurseur pour avoir été le premier à accorder le droit de vote aux femmes et à avoir élu une femme au poste de gouverneur en 1925.
Autrefois, le sud de l'État était peuplé d'ouvriers de l'Union Pacific Railroad et favorable aux démocrates. Aujourd'hui le comté de Teton et la ville universitaire de Laramie sont les derniers bastions démocrates du Wyoming. Le nord-est de l'État est la partie la plus républicaine de l'État aux côtés du sud-ouest, où vivent de nombreux mormons. Selon les commentateurs politiques, les clivages politiques locaux sont davantage entre républicains conservateurs et républicains libertariens qu'entre républicains et démocrates.
En 2023, le Wyoming devient le premier État américain à interdire la pilule abortive. Son gouverneur, Mark Gordon, appelle ensuite les législateurs à aller plus loin et inscrire une interdiction totale de l’avortement dans la Constitution de l'État.

### Élections présidentielles
| Année | Républicain | Républicain | Démocrate | Démocrate |
| ----- | ----------- | ----------- | --------- | --------- |
| 1960  | 55,01 %     | 77 451      | 44,99 %   | 63 331    |
| 1964  | 43,44 %     | 61 998      | 56,56 %   | 80 718    |
| 1968  | 55,76 %     | 70 927      | 35,51 %   | 45 173    |
| 1972  | 69,01 %     | 100 464     | 30,47 %   | 44 358    |
| 1976  | 59,30 %     | 92 717      | 39,81 %   | 62 239    |
| 1980  | 62,64 %     | 110 700     | 27,97 %   | 49 427    |
| 1984  | 70,51 %     | 133 241     | 28,24 %   | 53 370    |
| 1988  | 60,53 %     | 106 867     | 38,01 %   | 67 113    |
| 1992  | 39,70 %     | 79 347      | 34,10 %   | 68 160    |
| 1996  | 49,81 %     | 105 388     | 36,84 %   | 77 934    |
| 2000  | 67,76 %     | 147 947     | 27,70 %   | 60 481    |
| 2004  | 68,86 %     | 167 629     | 29,07 %   | 70 776    |
| 2008  | 64,78 %     | 164 958     | 32,54 %   | 82 868    |
| 2012  | 68,64 %     | 170 962     | 27,82 %   | 69 286    |
| 2016  | 68,17 %     | 174 419     | 21,88 %   | 55 973    |
| 2020  | 69,94 %     | 193 559     | 26,55 %   | 73 491    |
| 2024  | 71,60 %     | 192 633     | 25,84 %   | 69 527    |

Lors de la première campagne présidentielle dans le Wyoming en 1892, les électeurs avaient apporté leurs voix au président républicain Benjamin Harrison (50,52 %) des voix (battu au niveau national) avant de se tourner 4 ans plus tard vers le candidat démocrate William Jennings Bryan (51,49 %) (lui aussi battu au niveau national). En 1900, en votant à 58,66 % des voix pour le président républicain William McKinley, les électeurs du Wyoming effectuent alors leur premier vote au diapason du choix de la nation américaine. Après avoir largement soutenu les républicains Theodore Roosevelt et William Howard Taft en 1904 et 1908, ils optent pour le démocrate Woodrow Wilson par une majorité relative (36,20 %) dans le cadre d'une élection triangulaire où s'opposent Taft (34,42 %) et Roosevelt (21,83 %). De 1916 à 1940, le Wyoming est au diapason du vote national. En 1944, alors que Franklin Delano Roosevelt sollicite un 4e mandat, il se distingue en votant pour le républicain Thomas Dewey (51,23 %) mais, quatre ans plus tard, le boude lors de sa seconde tentative, en votant pour le président démocrate Harry S. Truman (51,62 %).
Depuis l'élection présidentielle de 1952, et à une seule exception en 1964, les électeurs du Wyoming ont systématiquement voté pour le candidat républicain, souvent avec des marges importantes. Le dernier candidat démocrate à l'élection présidentielle à avoir ainsi remporté le Wyoming est le président Lyndon B. Johnson lors de l'élection présidentielle de 1964 où il obtint 56,56 % des voix contre le républicain Barry Goldwater (43,44 %).
Lors de l’élection présidentielle de 2004, le président républicain George W. Bush y a obtenu 68,86 % des voix contre 29,07 % au candidat démocrate John Kerry. Quatre ans plus tard, lors de l’élection présidentielle de 2008, le candidat républicain John McCain y obtint 64,8 % des voix face au candidat démocrate Barack Obama (32,5 % des voix), pourtant élu au niveau national.
À l'occasion de l'élection présidentielle de 2016, le candidat républicain, Donald Trump, y réalise, avec 68,17 % des voix, un score similaire à celui de son prédécesseur en 2012 (68,64 %), alors que Hillary Clinton obtient le plus mauvais score du Parti démocrate lors d'une élection présidentielle dans l'État depuis 1924. Gary Johnson, candidat du Parti libertarien, y obtient quant à lui 5,19 % des voix (3,28 % au niveau national).
Le comté de Teton qui votait constamment républicain jusqu'à l'élection présidentielle de 1988 est le seul de l'État à avoir apporté une majorité constante en voix aux démocrates lors de six des sept dernières élections présidentielles (l'exception étant l'élection de 2000).

### Administration locale

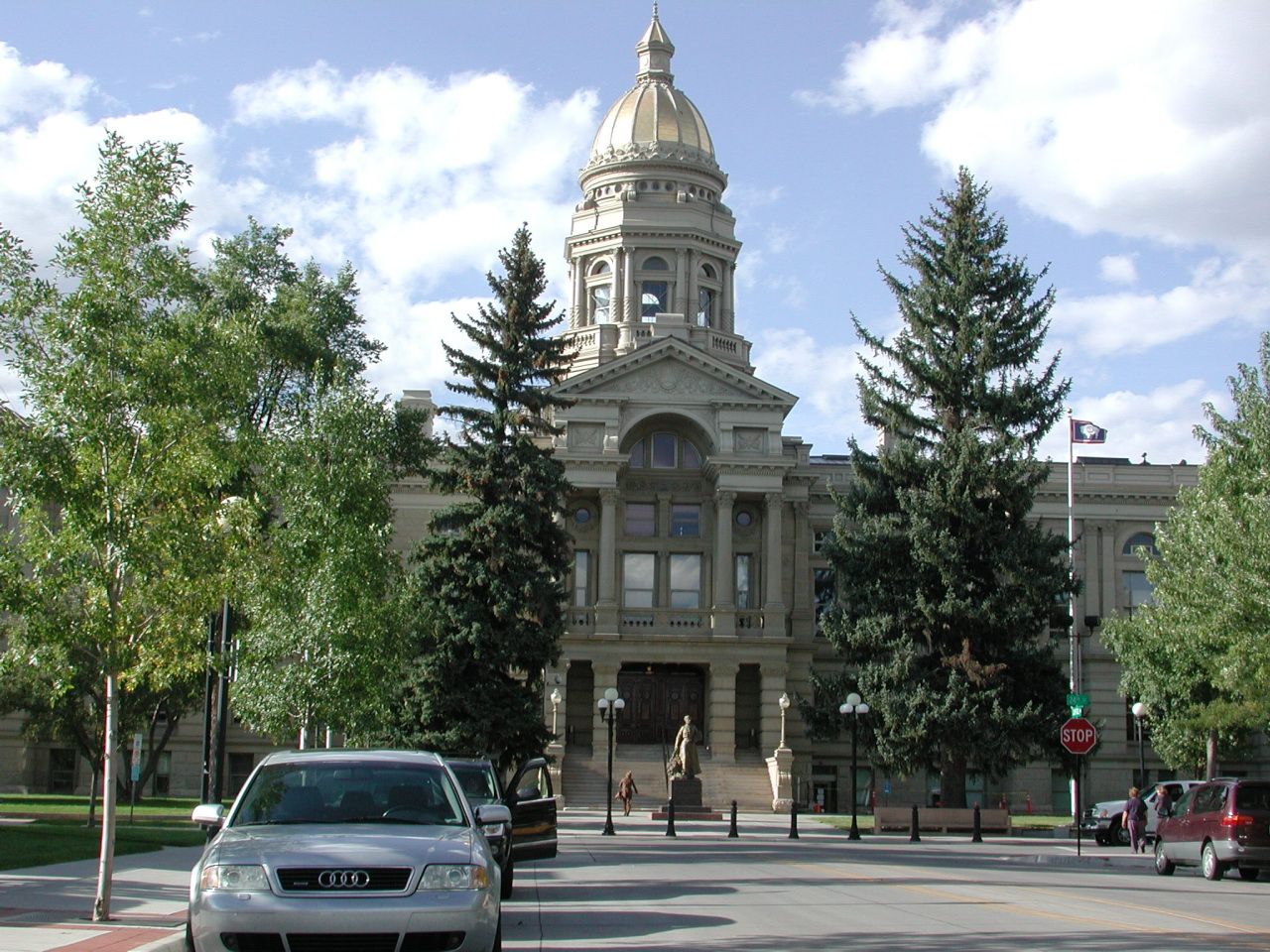
Le capitole de l'État du Wyoming.

#### Législature
Au niveau de l'État, les républicains dominent traditionnellement la Législature du Wyoming. Depuis 1939, le Sénat du Wyoming est continuellement dominé par les républicains tandis que depuis 1967, la Chambre des représentants est à majorité républicaine. Lors du 63e congrès, durant la législature 2015-2017, la Chambre est ainsi dominée par 51 républicains contre neuf démocrates et le Sénat par 26 républicains contre quatre démocrates.

#### Gouverneur

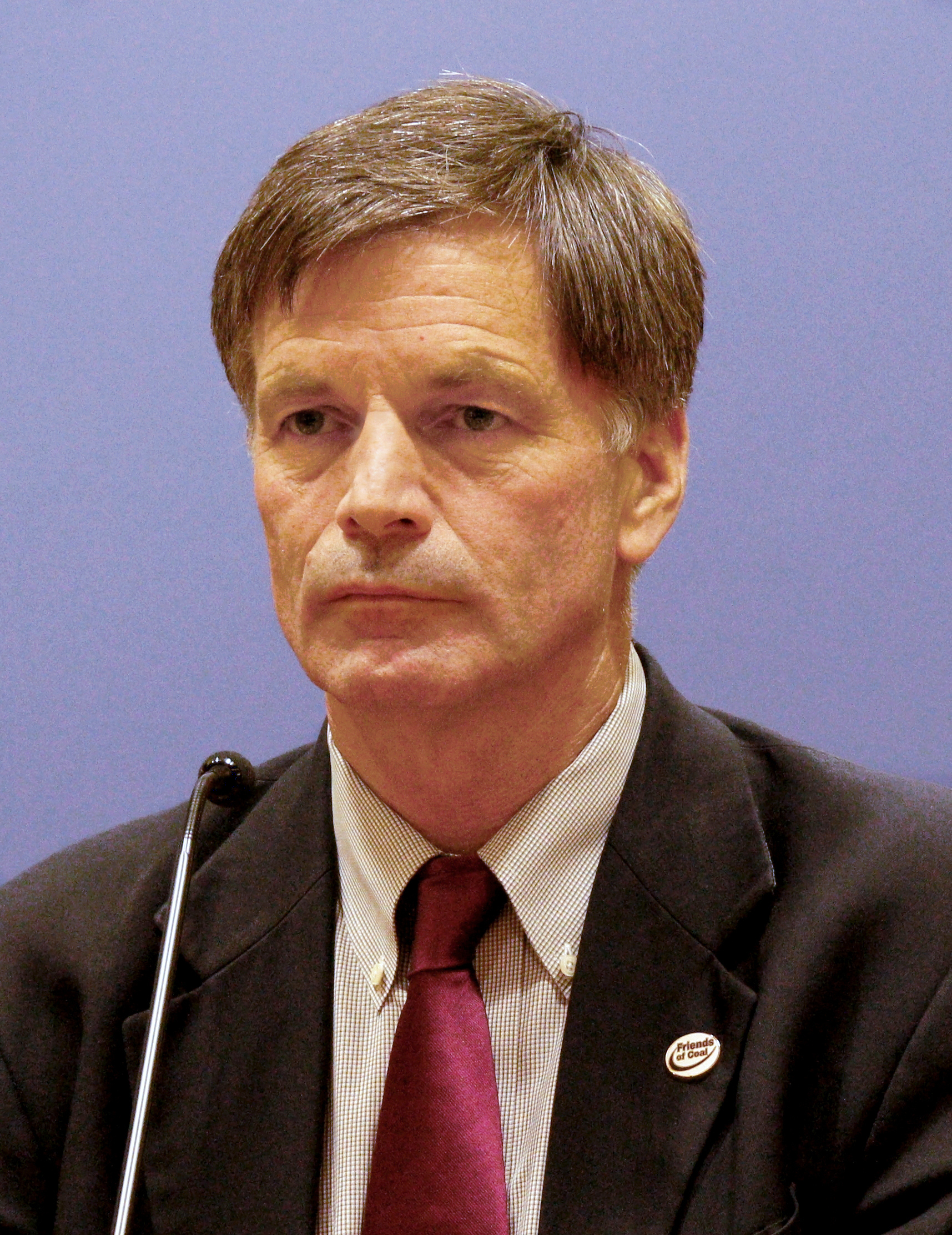
Le gouverneur actuel du Wyoming, Mark Gordon.

Cette domination républicaine est néanmoins contrariée au niveau du gouvernorat de l'État. De 1975 à 2011, à l'exception de huit ans (1995-2003), le poste de gouverneur a continuellement échu à des démocrates. Depuis le 7 janvier 2019, le gouverneur de l'État est le républicain Mark Gordon (élu avec 66 % des voix en novembre 2018).

#### Secrétaire d'État
Au Wyoming, il n'y a pas de lieutenant-gouverneur, c'est le secrétaire d'État qui assure cette fonction. Celle-ci est exercée par le républicain Edward Buchanan depuis 2018. La fonction de secrétaire d'État est continuellement détenue par les républicains depuis 1995.

#### Autres postes électifs

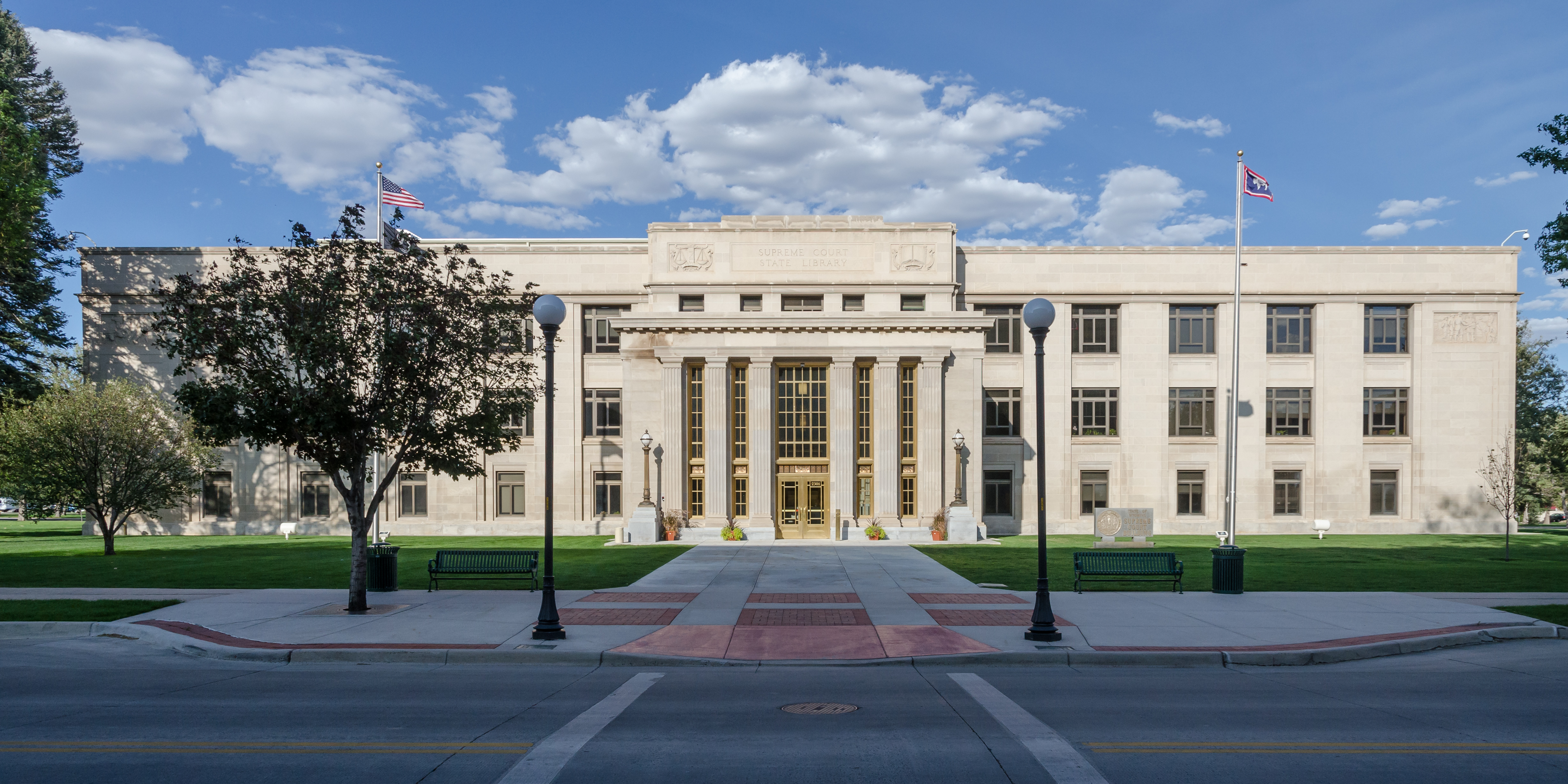
La cour suprême du Wyoming.

La prédominance des républicains est plus nette concernant les autres postes élus de l'exécutif. Ainsi la fonction d'auditeur est-elle continuellement détenue par les républicains depuis 1947, celle de trésorier depuis 1939 et celle de superintendant de l'instruction publique depuis 1991.

#### Pouvoir judiciaire
Le pouvoir judiciaire est une branche du gouvernement du Wyoming appelé Wyoming Judicial Branch. Il est formé par :
- la cour suprême du Wyoming ;
- les cours de district du Wyoming ;
- les cours municipales de l'État ;
- les Circuits Courts de l'État.

### Représentation fédérale
La représentation fédérale du Wyoming est uniquement républicaine depuis plus d'une trentaine d'années (1962 et 1979 pour les deux sièges de sénateurs). Les deux sénateurs de l'État au Congrès des États-Unis sont les républicains John Barrasso (depuis 2007) et Cynthia Lummis (depuis 2021).

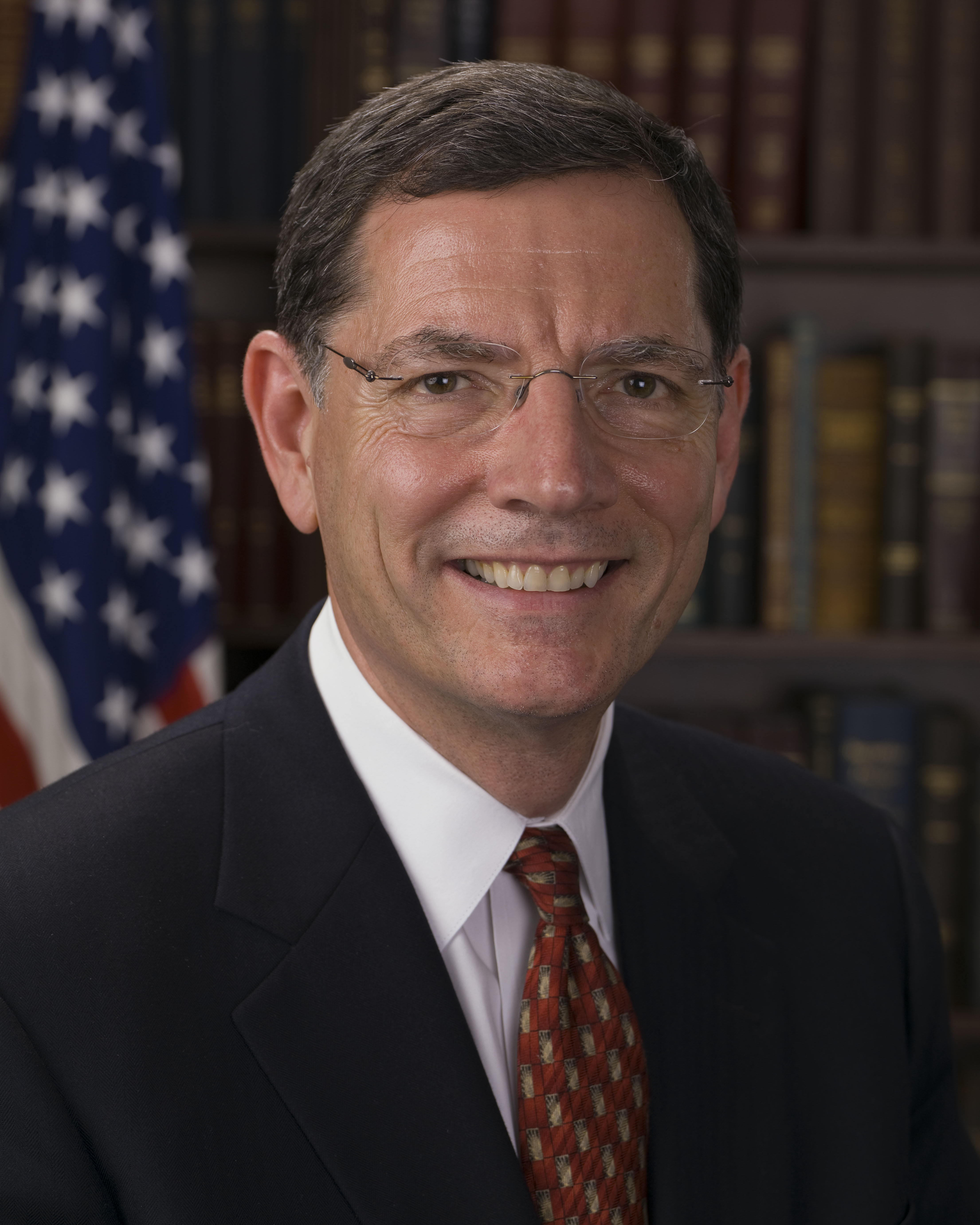
John Barrasso, sénateur depuis 2007.
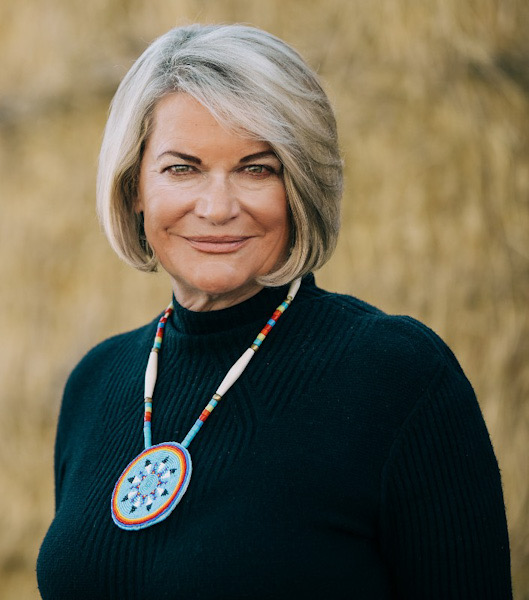
Cynthia Lummis, sénatrice depuis 2021.

L'unique siège du Wyoming à la Chambre des représentants est continuellement détenu par les républicains depuis 1979. Liz Cheney, fille de l'ancien vice-président Dick Cheney et lui-même représentant de l'État de 1979 à 1989, détient le siège depuis 2017.

## Économie
En 2005, Le PIB de l'État du Wyoming s'élevait à 18,4 milliards de dollars. L'économie de l'État est basée sur l'industrie minière, qui représente 6,7 milliards de dollars et le tourisme 2 milliards de dollars. L'agriculture est la troisième composante de l'économie locale.

### Exploitation du sous-sol

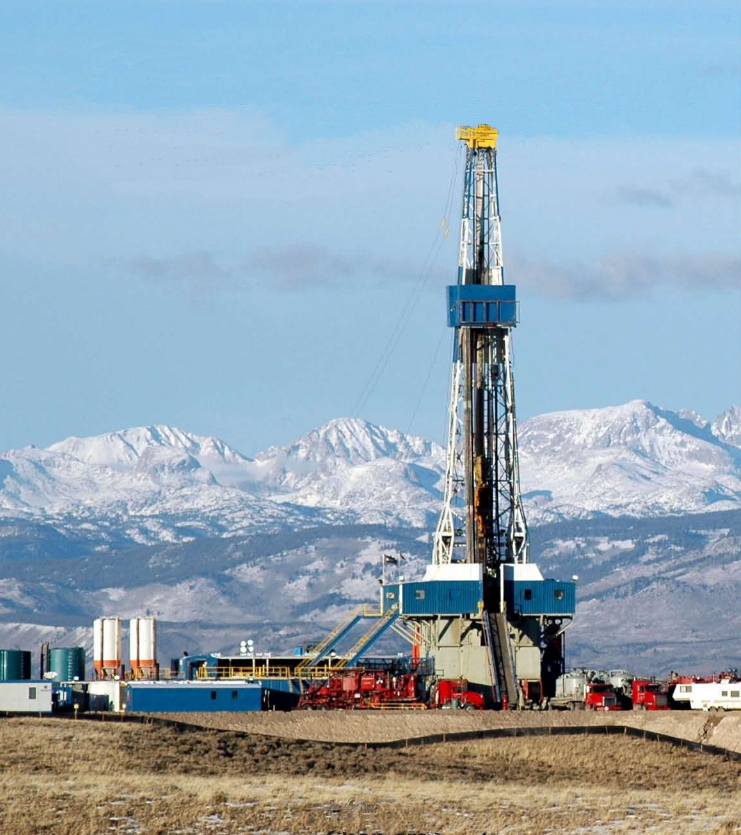
Exploitation de gaz naturel dans la chaîne de Wind River.

L'exploitation minière est la branche de l'économie la plus productive de l'État du Wyoming.
En 2004, le Wyoming a extrait de ses sols plus de 395 millions de tonnes de charbon, le plaçant en tête des États producteurs. Ses réserves de houille sont estimées à 62,3 milliards de tonnes. Elles sont situées pour la plupart dans les régions de la rivière Powder et de la Green River, respectivement dans le Nord-Ouest et dans le Sud-Est de l'État.
Le gaz naturel est une autre ressource dont dispose le Wyoming. La production a été en 2004 de 54,6 km3, ce qui le place au 5e rang des États producteurs de gaz.
Le pétrole, le natron (sodium) et l'uranium sont d'autres ressources présentes et exploitées dans l'État.

### Tourisme
En 2002, plus de 6 millions de touristes ont visité les parcs nationaux et monuments américains de l'État, alors que le parc national de Yellowstone enregistre chaque année plus de 3 millions d'entrées. Les autres attractions majeures sont le parc national de Grand Teton, le Devils Tower et le monument national de Fossil Butte.

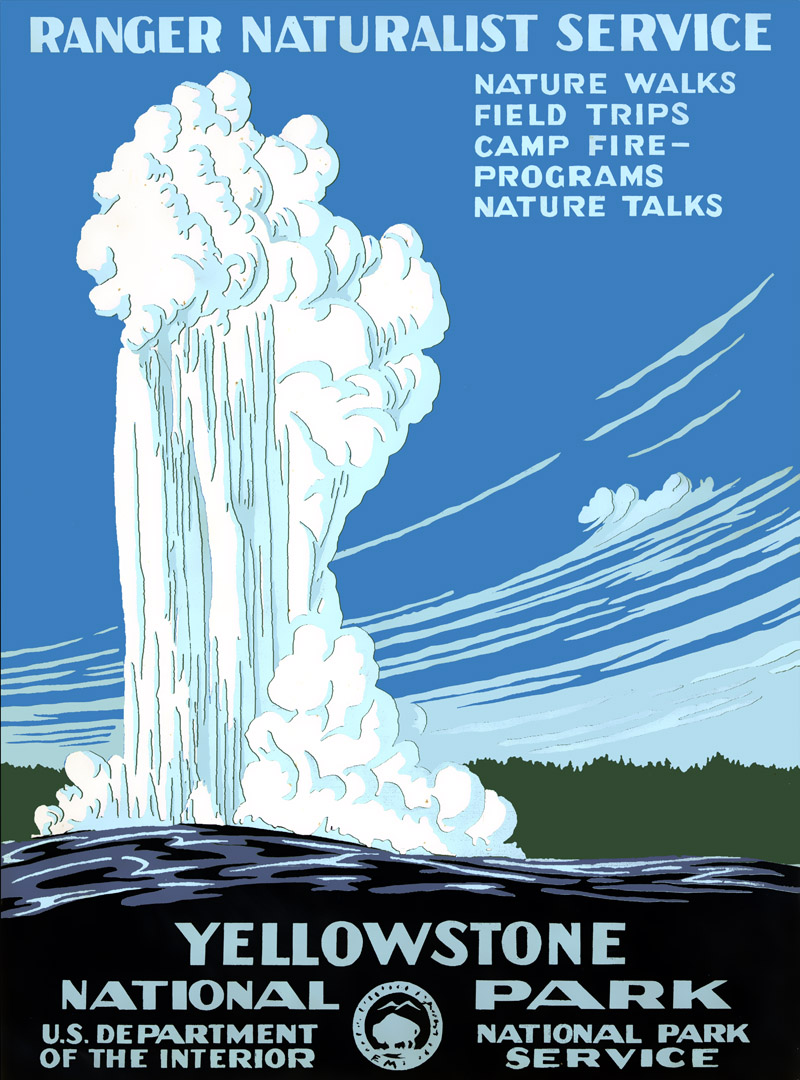
Affiche de 1938 faisant la promotion du parc national de Yellowstone.
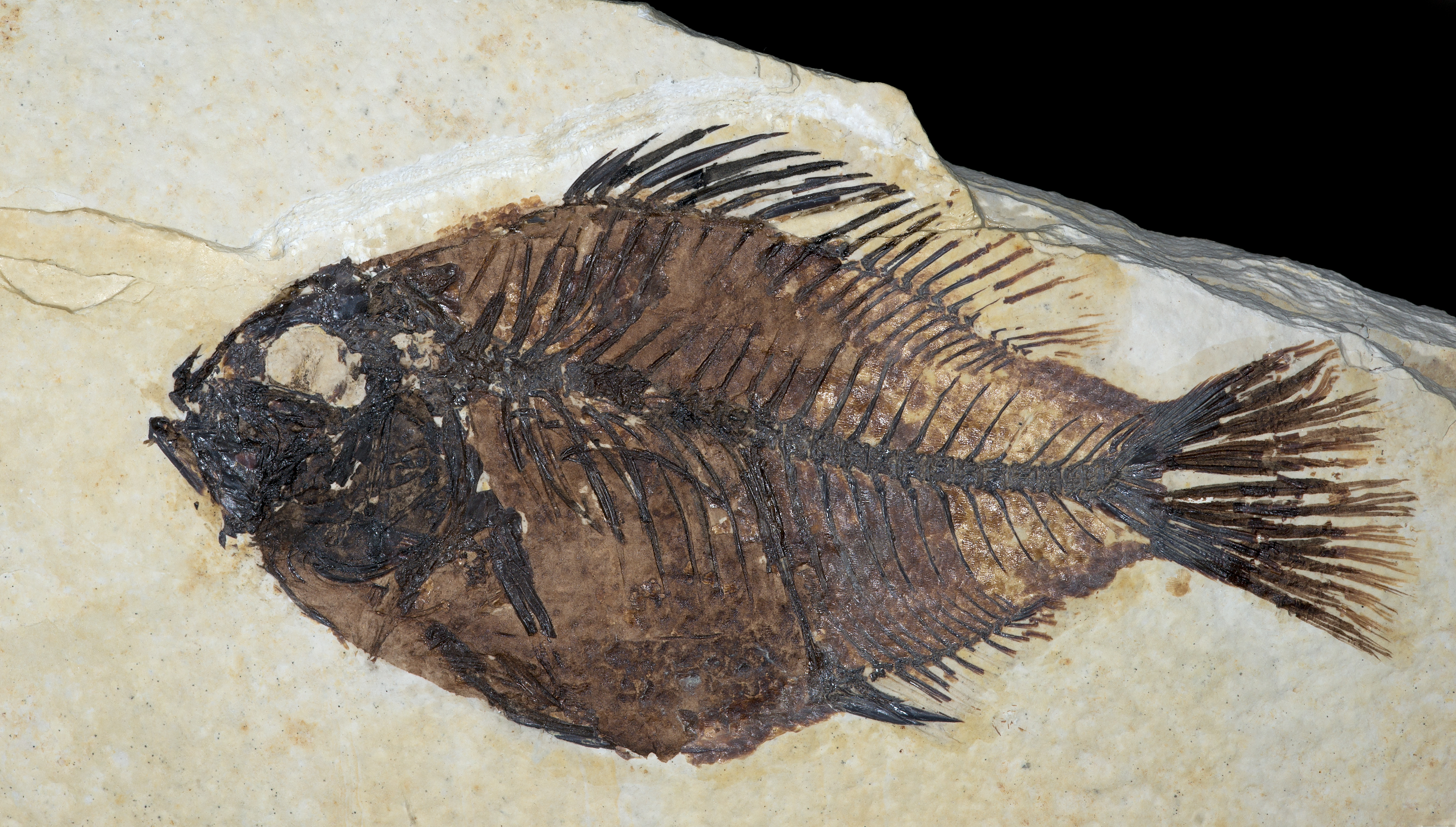
Priscacara liops- Monument national de Fossil Butte.
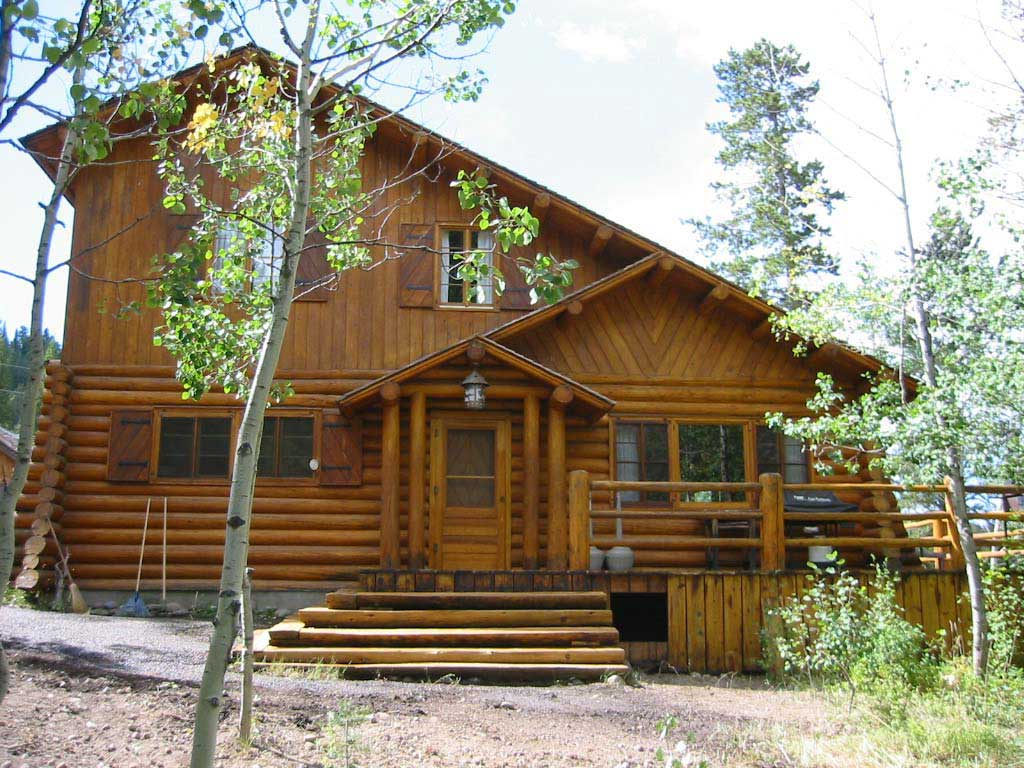
The Brinkerhoff, dans le parc national de Grand Teton.

### Agriculture

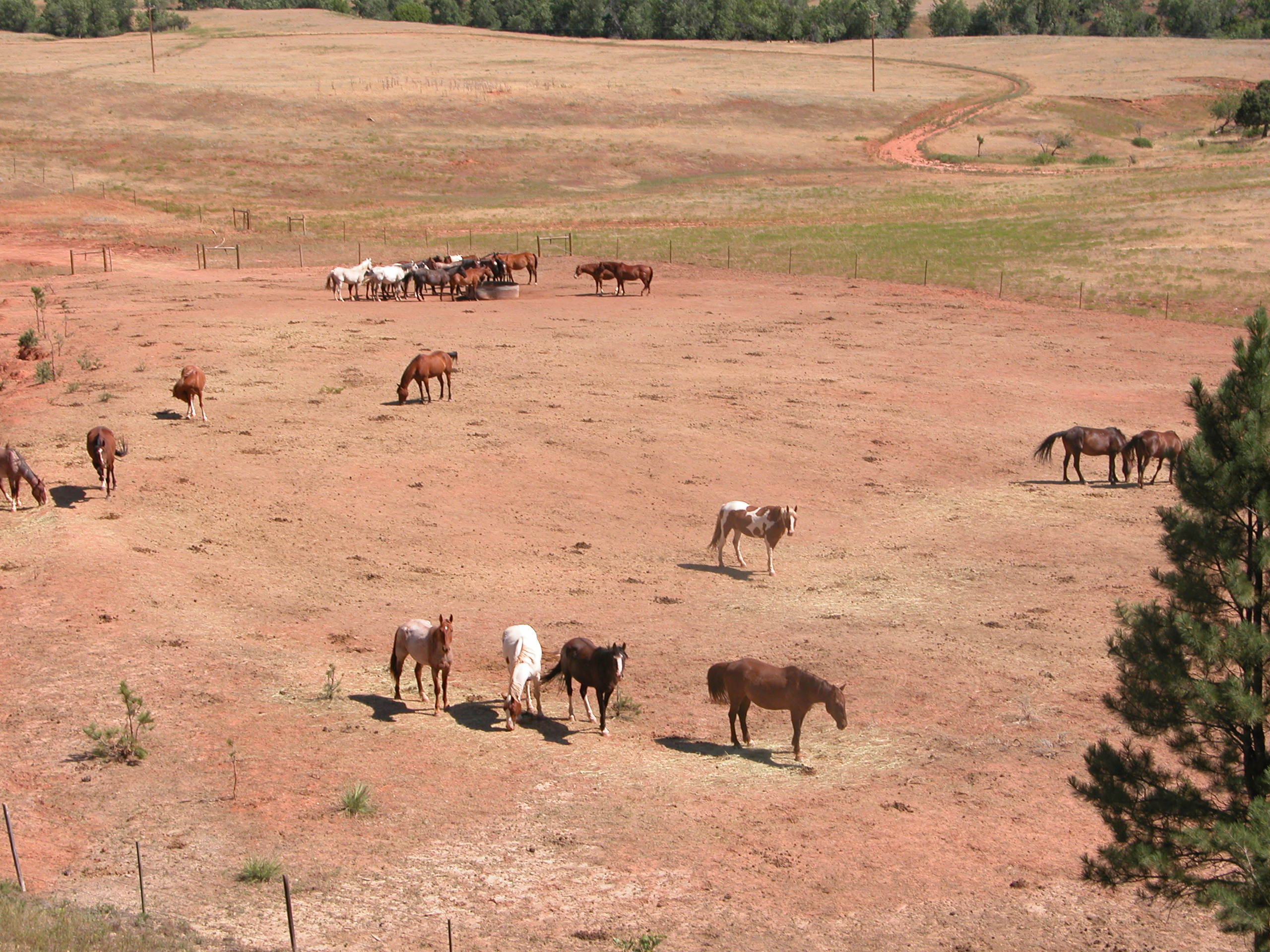
Élevage de chevaux au Wyoming.

Historiquement, l'agriculture est une composante importante de l’identité économique de l'État, bien qu'elle ait vu ses performances décroître. Les cultures et élevages locaux produisent de la viande de bœuf, du foin, de la betterave à sucre, des céréales et de la laine.

## Culture

### Universités
- L'université du Wyoming (University of Wyoming)
- Le Casper College
- Le Central Wyoming College
- L'Eastern Wyoming College
- Le Laramie County Community College
- Le Northwest College
- Le Sheridan College
- Le Western Wyoming Community College
- Le WyoTech (en)
- Le Wyoming Catholic College

### Sport

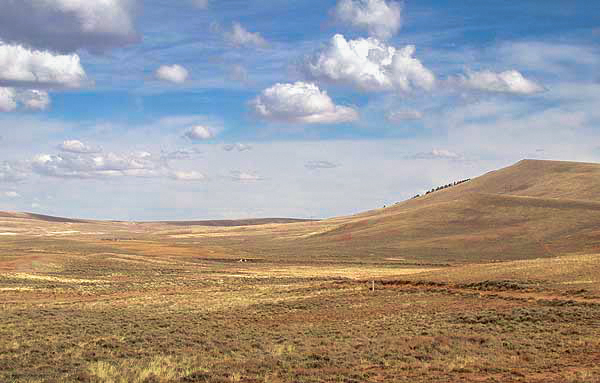
Paysage du sud du Wyoming.

- Cowboys du Wyoming (NCAA)

### Littérature
Quelques livres évoquent le Wyoming. Parmi ceux-ci, Les Pieds dans la boue, un recueil de nouvelles écrit par Annie Proulx (1999) dont fait partie Brokeback Mountain, une nouvelle adaptée au cinéma par Ang Lee en 2005.
Dans le roman de Jack Kerouac, Sur la route (On the Road, 1957), Sal Paradise passe quelque temps à Cheyenne et livre un aperçu de l'histoire des tribus indiennes.
Un roman biographique rappelle la présence de migrants des Hautes-Alpes dans le Wyoming et leur présence involontaire dans le drame de Spring Creek Raid : deux des trois victimes étaient originaires de la vallée du Champsaur ainsi qu'un des deux survivants, Pierre Caffarel, le héros du livre Sur la route de Ten Sleep, Un berger des Alpes au Far West.
Au rayon des romans policiers, le personnage de Joe Pickett créé par C. J. Box est un garde-chasse dans les contreforts des Bighorn. Walt Longmire, héros créé par Craig Johnson, est un shérif du comté imaginaire d'Absaroka, avec là aussi la chaîne des Bighorn en arrière-plan.
Mary O'Hara, écrivain américaine du XXe siècle a vécu au Wyoming. Elle a écrit une trilogie sur l'élevage des chevaux dans cet État : Mon amie Flicka, Le Fils de Flicka et l'Herbe verte du Wyoming, avant Le Ranch de Flicka, livre quasi autobiographique sur sa vie dans les montagnes Rocheuses.
Voir aussi En Amérique de Laurent Chalumeau, pages 221 à 246 dans l'édition originale Grasset, la description des Frontier days à Cheyenne Wyoming : grand rassemblement de rodéo, avec des cow-boys de tous les États-Unis.
La bande dessinée Comanche de Hermann et Michel Greg se passe dans le Wyoming, notamment dans les tomes Red Dust, Les Guerriers du désespoir, Les Loups du Wyoming, Le Désert sans lumière, Furie rebelle, Et le diable hurla de joie…, Le Corps d'Algernon Brown et d'autres.

### Musique
Le rappeur et producteur de musique Kanye West possède plusieurs ranchs dans le Wyoming et plus précisément à Cody, ville située dans le comté de Park. Le clip vidéo du morceau Follow God, issu de l'album Jesus Is King, a été tourné intégralement dans les contrées désertiques du Wyoming.